# Костел Матері Божої Скорботної (Бичківці)
Костел Матері Божої Скорботної в Бичківцях — недіюча римсько-католицька церква в селі Бичківцях Тернопільської области України.

## Відомості
- 21 жовтня 1896 — освячено наріжний камінь під будівництво римсько-католицького храму.
- 1897 — відбулося освячення храму.
- 18 вересня 1898 — освячено три дзвони (пожертва Вінцентія Бандури і Стефана Подручного із Скородинців та Григорія Войчишина із Бичковець).
- 1925 — засновано парафію.

У радянський період святиню зачинили, яку перетворили на колгоспне зерносховище. Нині — у стані руїни.

## Настоятелі
- о. Леонард Мочаровський,
- о. Ян Кручкевич,
- о. Яків Сава,
- о. Юліан Малиновський.